# كالتكس
كالتكس هي علامة تجارية بترولية لشركة شيفرون تستخدم في أكثر من 60 دولة في منطقة آسيا والمحيط الهادئ والشرق الأوسط وجنوب إفريقيا.

## التاريخ
بدأت شركة كالتكس في عام 1936 باسم شركة كاليفورنيا تكساس أويل ، كشركة مشتركة بين شركة تكساس (سميت فيما بعد باسم تكساكو) و ستاندرد أويل كاليفورنيا (سميت فيما بعد باسم شركة شيفرون) لتسويق النفط من الامتيازات المكتسبة حديثًا في البحرين. تم تغيير اسمها إلى شركة كالتكس للبترول في عام 1968. اندمجت الشركتان الأمتان في عام 2001 لتشكيل شيفرون تكساكو (أعيدت تسميته شركة شيفرون في عام 2005) وما زالت كالتكس واحدة من العلامات التجارية الدولية الكبرى.  

كالتكس هي علامة تجارية بترولية شركة شيفرون تستخدم في أكثر من 60 دولة في منطقة آسيا والمحيط الهادئ والشرق الأوسط وجنوب إفريقيا.

## روابط خارجية
- الموقع الرسمي